# Clavelina flava
Clavelina flava är en sjöpungsart som beskrevs av Monniot 1988. Clavelina flava ingår i släktet Clavelina och familjen klungsjöpungar. Inga underarter finns listade i Catalogue of Life.